# Aslamidium bolivianum
Aslamidium bolivianum is een keversoort uit de familie bladkevers (Chrysomelidae). De wetenschappelijke naam van de soort werd in 2001 gepubliceerd door Borowiec & Sassi.